# Kénitra (provins)
Kénitra (arabiska: إقليم القنيطرة, Iqlim al-Qunaytira) är en provins (iqlim) i Marocko. Den ligger i regionen Rabat-Salé-Kénitra, nordost om huvudstaden Rabat. Antalet invånare var 1 061 435 vid folkräkningen 2014. Arean är 3 052 kvadratkilometer.